# Stockfallet
Stockfallet är ett villaområde i nordöstra Karlstad. Stockfallet angränsar till bostadsområdena Kroppkärr och Lorensberg. På Stockfallet finns det gott om bostadshus, till största delen villor och radhus, samt daghem och grundskola.. Vid årsskiftet 2021/2022 bodde 2 491 personer på Stockfallet.
I övrigt finns det på Stockfallet en  återvinningsstation, en  minigolfbana och lekplatser. 